# Amczitka
Amczitka (ang. Amchitka Island) – niezamieszkana wyspa na Morzu Beringa, w archipelagu Wysp Szczurzych (Aleuty), należąca do amerykańskiego stanu Alaska. Wyspa o podłużnym kształcie liczy około 60 km długości i 5 km szerokości.
Możliwe jest, że Amczitka była wyspą dostrzeżoną w 1741 roku przez Vitusa Beringa, nazwaną przez niego „Wyspą Świętego Makarego” (według innej teorii, wyspą tą była położona na północny zachód Kiska). W latach 60. XVIII wieku na wyspę przybyli rosyjscy osadnicy, wypierając rdzenną ludność aleucką – część zmuszona została do opuszczenia wyspy i udania się na pobliską Adak, część zmarła na przywleczone przez kolonistów choroby. Wyspa przeszła w posiadanie Stanów Zjednoczonych w wyniku zakupu Alaski w 1867 roku.
Na wyspie trzykrotnie przeprowadzane były podziemne testy atomowe – w 1965 (80 kt), 1969 (1 Mt) i 1971 roku (5 Mt). Ten ostatni przyczynił się do powstania organizacji ekologicznej Greenpeace.